# Alessandro Bardelli (canottiere)
Alessandro Bardelli (Varese, 28 aprile 1914 – Casbeno, 24 agosto 2009) è stato un canottiere italiano.

## Biografia
Nato nel 1914 a Varese, nel 1938 vinse un argento nel quattro con agli Europei di Milano, terminando dietro alla Germania, mentre nel 1947 fu oro nell'otto a Lucerna, in entrambi i casi come timoniere.
A 34 anni partecipò ai Giochi olimpici di Londra 1948, come timoniere nell'otto con Ezio Acchini, Mario Acchini, Bonifacio De Bortoli, Angelo Fioretti, Luigi Gandini, Fortunato Maninetti, Enrico Ruberti e Pietro Sessa, passando la sua batteria da 1º, con il tempo di 6'03"8, ma uscendo in semifinale da 2º (andava in finale solo il primo equipaggio), in 6'52"1.
Nel 1949 e 1950 vinse altri due ori europei nell'otto, ad Amsterdam e Milano.
Morì nel 2009, a 95 anni.

## Palmarès

### Campionati europei
- 4 medaglie:
  - 3 ori (Otto a Lucerna 1947, otto ad Amsterdam 1949, otto ad Milano 1950)
  - 1 argento (Quattro con a Milano 1938)